# Nyżni Syniwci
Nyżni Syniwci (ukr. Нижні Синівці) – wieś na Ukrainie, w obwodzie czerniowieckim, w rejonie hlibockim. W 2001 roku liczyła 984 mieszkańców.